# Baccha perexilis
Baccha perexilis är en tvåvingeart som först beskrevs av Harris 1776.  Baccha perexilis ingår i släktet nålblomflugor, och familjen blomflugor. Inga underarter finns listade i Catalogue of Life.